# Ван Ланген, Эллен
Эллен Гезина Мария ван Ланген (нидерл. Ellen Gezina Maria van Langen; род. 9 февраля 1966 года) — нидерландская легкоатлетка, которая специализировалась в беге на 800 метров. Олимпийская чемпионка 1992 года в беге на 800 метров. В финальном забеге она показала результат 1.55,99 — это личный рекорд, опередив серебряную призёрку Лилию Нурутдинову на 0,45 с. Серебряная призёрка Универсиады 1989 года. В настоящее время владеет национальными рекордами на дистанциях 800 и 1000 метров.
Признана лучшей спортсменкой Нидерландов 1992 года.
Родилась в католической семье. Её отец и брат были заядлыми футбольными болельщиками, поэтому в годы учёбы в колледже она играла в футбол. В ноябре 1983 года у неё скоропостижно скончался отец, в возрасте 49 лет. Во время учёбы в Энсхеде, её талант бегуна приметил учитель физкультуры. В 1987 году она окончательно перешла с футбола на лёгкую атлетику.